# Chytonix variegata
Chytonix variegata är en fjärilsart som beskrevs av Jones 1914. Chytonix variegata ingår i släktet Chytonix och familjen nattflyn. Inga underarter finns listade i Catalogue of Life.